# Benjamin Boers
Benjamin Boers (Nieuwleusen, 25 september 1871 – 19 oktober 1952) was een Nederlandse communist en hervormd predikant.
Boers is in zijn carrière onder andere predikant geweest van het Zuid-Hollandse dorp Kedichem en het Friese dorp Roordahuizum.
Hij stond bekend als een socialist die namens de SDAP zich inzette voor het socialisme. Hij was jarenlang voorzitter van de SDAP-afdeling Roordahuizum, die hij zelf had opgericht.
- Biografisch Portaal: 31353399
- International Standard Name Identifier: 0000 0003 9184 3718
- Nederlandse Thesaurus van Auteursnamen: 074408364
- Virtual International Authority File: 285753492
- WorldCat: E39PBJg8GqkDtqvWFB8B8pGrbd